# Тагатоза
Тагато́за или галактулоза - кетогексоза, с химической формулой C6H12O6, является функциональным подсластителем.

## Физические свойства
Тагатоза — твёрдое, кристаллическое вещество, белого цвета. Хорошо растворима в воде, слабо в этаноле.
Имеет сладость 0,92 ед.

## Химические свойства
Тагатоза является невосстанавливающим сахаром, из-за наличия в ней кето-группы. Как и все сахара имеет два энантиомера, из которых преобладает D-тагатоза. D-тагатоза является эпимером D-фруктозы в положении C-4.
В водном растворе тагатоза образует равновесную смесь, состоящую из различных изомеров (в основном в циклической форме). На положение равновесия влияет температура. Так при 27 °C устанавливается следующие равновесия:
- α-пиранозная форма: 79% β-пиранозная форма: 16%
- α-фуранозная форма: 1% β-фуранозная форма: 4%

| Изомеры D-Тагатозы | Изомеры D-Тагатозы     | Изомеры D-Тагатозы     |
| Линейная формула   | Проекция Хеуорса       | Проекция Хеуорса       |
| ------------------ | ---------------------- | ---------------------- |
| 0,6 %              | α-D-Тагатофураноза 1 % | β-D-Тагатофураноза 4%  |
| 0,6 %              | α-D-Тагатопираноза 79% | β-D-Тагатопираноза 16% |
α-D-тагатофураноза   - (2R,3S,4S,5R)-2,5-бис(гидроксиметил)оксолан-2,3,4-триол

α-L-тагатофураноза   - (2S,3R,4R,5S)-2,5-бис(гидроксиметил)оксолан-2,3,4-триол

β-D-тагатофураноза   - (2S,3S,4S,5R)-2,5-бис(гидроксиметил)оксолан-2,3,4-триол

β-L-тагатофураноза   - (2R,3R,4R,5S)-2,5-бис(гидроксиметил)оксолан-2,3,4-триол
α-D-тагатопираноза   - (2R,3S,4S,5R)-2-(гидроксиметил)-оксан-2,3,4,5-тетраол

α-L-тагатопираноза   - (2S,3R,4R,5S)-2-(гидроксиметил)-оксан-2,3,4,5-тетраол

β-D-тагатопираноза   - (2S,3S,4S,5R)-2-(гидроксиметил)-оксан-2,3,4,5-тетраол

β-L-тагатопираноза   - (2R,3R,4R,5S)-2-(гидроксиметил)-оксан-2,3,4,5-тетраол

## Открытие
D-тагатоза была обнаружена Гилбертом Левином в 1926 году. 

## Нахождение в природе
D-тагатоза встречается в природе — хотя и в небольших количествах — в ягодах, фруктах, овощах, какао, молоке и молочных продуктах.

## Производство
Тагатозу получают из лактозы, путём ферментативного гидролиза (с помощью Aspergillus oryzae) последней. После гидролиза образовавшаяся галактоза подвергается изомеризации в щелочной среде (в присутствии гидроксида кальция) - до D-тагатозы. Затем полученную смесь D-тагатозы очищают, нейтрализуют углекислым газом, деиониризуют с помощью ионнообменных смол, перекристаллизуют.

## Применение
Благодаря своим вкусовым свойствам, тагатозу используют в основном, как натуральный и низкокалорийный (1,5 ккал/г) заменитель сахара. Также тагатоза используется в качестве увлажнителя, текстуризатора, загустителя и наполняющего агента. Ограничение содержания тагатозы в напитках составляет до 1%.